# Anthrax squalidus
Anthrax squalidus är en tvåvingeart som beskrevs av Philippi 1865. Anthrax squalidus ingår i släktet Anthrax och familjen svävflugor. Inga underarter finns listade i Catalogue of Life.